# Pseudolimnophila plutoides
Pseudolimnophila plutoides är en tvåvingeart som beskrevs av Alexander 1948. Pseudolimnophila plutoides ingår i släktet Pseudolimnophila och familjen småharkrankar.
Artens utbredningsområde är Peru. Inga underarter finns listade i Catalogue of Life.